# Sant Ximpli
Sant Ximpli és una església barroca de la Vall d'en Bas (Garrotxa) protegida com a bé cultural d'interès local.

## Descripció
És una petita capella rural situada en una petita elevació prop de la masia L'Aubert. A ambdós costats hi ha dos contraforts. És de planta rectangular i l'absis ha estat substituït. Hi ha un campanar de cadireta que conserva una campana de ferro. Al porta d'entrada hi ha una llinda de grans dimensions, datada l'any 1642, còpia d'una llinda igual que es troba davant l'església, trencada. Ha estat restaurada.
La seva història va unida a la de la masia el Terrús.